# Aeoliscus punctulatus
Aeoliscus punctulatus är en fiskart som först beskrevs av Bianconi, 1854.  Aeoliscus punctulatus ingår i släktet Aeoliscus och familjen Centriscidae. Inga underarter finns listade i Catalogue of Life.

## Bildgalleri

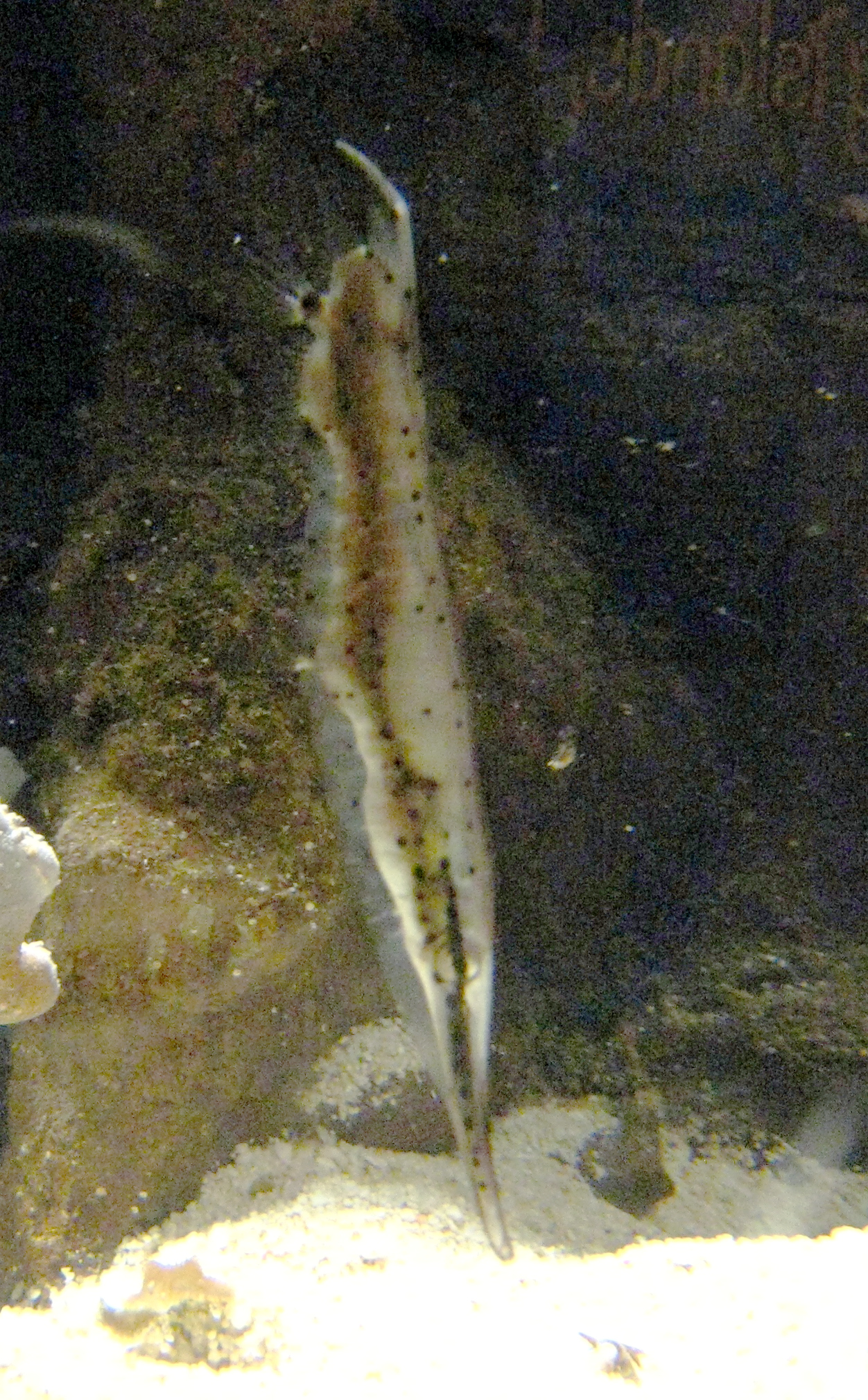
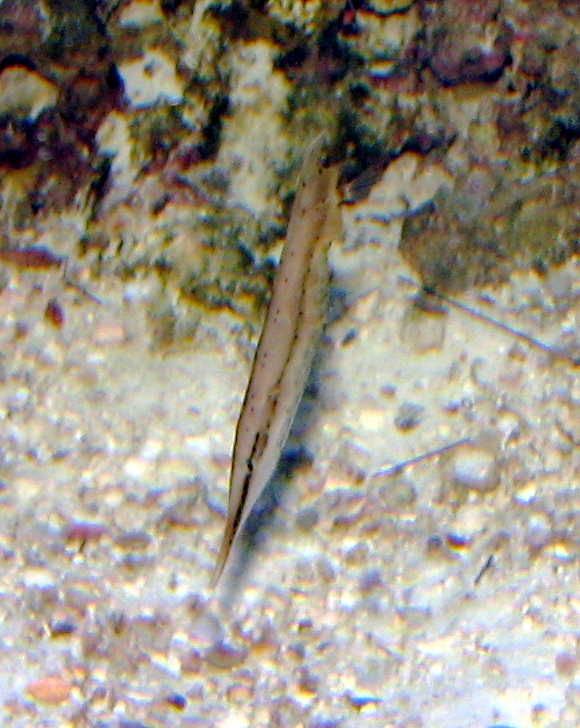